# Zana Marjanović
Zana Marjanović (ur. 31 maja 1983 w Sarajewie) – aktorka teatralna i filmowa pochodząca z Bośni i Hercegowiny.

## Życiorys
Ukończyła średnią szkołę artystyczną Fiorello la Guardia w Nowym Jorku, a w 2006 studia aktorskie w Akademii Teatralnej w Sarajewie (Akademija Scenskih Umjetnosti u Sarajevu). Występuje na scenie Kamerni Teatar 55 w Sarajewie.
Na ekranie filmowym zadebiutowała w 2003 rolą w obrazie Lato w Złotej Dolinie. Sławę przyniosła jej rola Almy w filmie Śnieg z 2008. W 2011 wystąpiła w debiucie reżyserskim Angeliny Jolie – Kraina miodu i krwi. Od 2007 występuje w roli Selmy w serialu telewizyjnym „Lud, zbunjen, normalan”. Zasiada w jury Międzynarodowego Festiwalu Filmowego w Sarajewie.

## Role filmowe
- 2003: Ljeto u zlatnoj dolini jako Sara
- 2007: Dub jako Sana
- 2007: Teško je biti fin
- 2008: Snijeg jako Alma
- 2008: Snovi jako Magdalena
- 2010: Transfer jako asystentka dr Menzela
- 2011: Kraina miodu i krwi jako Ajla
- 2012: Broken jako Kasia
- 2013: Patriot jako Sunny Su
- 2018: A Rose in Winter jako Edith Stein